# Satrei Vathana Decoratie
De Cambodjaanse Satrei Vathana Decoratie werd door koning Norodom Sihanouk op 9 september 1948 ingesteld. Het is een damesorde met drie graden en zij wordt aan de vrouwelijke leden van de koninklijke familie, de hofhouding en burgers van Cambodja verleend. De onderscheiding heeft drie graden. De onderscheiding is een zilveren cirkel met veertig stralen. Het lint is rood met twee donkergroene strepen en dito biezen.